# Nilmar Honorato da Silva
Nilmar Honorato Da Silva (Bandeirantes (Paraná), 14 juli 1984), beter bekend onder zijn voetbalnaam Nilmar, is een Braziliaanse profvoetballer die als aanvaller speelt.

## Clubs

### Internacional
Nilmar doorliep de jeugdopleiding van de Braziliaanse club Internacional en in 2003 haalde hij het eerste elftal. Hij speelde hierin anderhalf seizoen en scoorde zestien doelpunten in 42 duels.

### Olympique Lyon
In de zomer van 2004 werd Nilmar overgenomen door Olympique Lyon. Deze club kocht hem als vervanger van Giovane Elber, die geblesseerd was. Nilmar scoorde tijdens zijn debuut twee keer, maar de rest van zijn periode in Lyon scoorde hij geen enkele goal meer.

### Corinthians
In 2005 kocht Lyon Fred als nieuwe spits en werd Nilmar overbodig. Hij werd uitgeleend aan Corinthians, een club uit zijn vaderland. In Brazilië maakte hij weer indruk. Hij scoorde zeven goals in 21 duels en stond in het elftal van het jaar. Na dit goede seizoen werd hij definitief overgenomen van Lyon. Corinthians kwam haar betalingsverplichtingen richting de speler niet na en op 17 augustus 2005 verklaarde de rechtbank dat zijn contract niet meer geldig was en dat hij transfervrij naar elke andere club zou mogen vertrekken.

### Internacional
Nilmar vertrok al snel bij Corinthians en keerde terug bij Internacional. Op 4 november 2007 maakte hij zijn rentree tijdens een 2-1-overwinning op Vasco da Gama.
In december 2008 speelde Internacional de finale van de Copa Sudamericana tegen Estudiantes. Nilmar scoorde tijdens deze wedstrijd de winnende goal, waardoor zijn club de eerste Braziliaanse club werd die deze beker won.
Tijdens zijn tweede periode bij Internacional maakte hij in de competitie 19 goals in 35 duels. Hij werd in 2008 en 2009 landskampioen en won in 2008 ook de Copa Sudamericana.

### Villarreal
Op 25 juli 2009 maakte Fernando Roig, voorzitter van Villarreal, bekend dat Nilmar naar Spanje kwam. Zijn club betaalde tussen veertien en vijftien miljoen euro voor de spits, die daarmee de duurste aankoop van Villarreal ooit werd.

### Al Rayyan
Doordat Villarreal in 2012 degradeerde uit de primera division wilde Nilmar vertrekken uit Valencia. Op 16 juli 2012 werd door Villarreal en Al-Rayyan uit Qatar bevestigd dat er een akkoord was bereikt tussen de 2 clubs over de transfer van Nilmar. De Braziliaan tekende een contract voor 4 jaar bij Al-Rayyan. Al-Rayyan betaalde uiteindelijk 8.8 miljoen pond voor het afkopen van het contract bij Villarreal.

## Internationaal
Nilmar maakte zijn debuut voor Brazilië tijdens de Gold Cup van 2003. Tijdens dit toernooi speelde hij drie duels en werd Brazilië pas uitgeschakeld in de finale. Op 18 augustus 2004 maakte hij zijn eerste interlandgoal tegen Haïti. Vervolgens werd hij vier jaar lang niet geselecteerd totdat Dunga hem in 2008 weer opriep voor de interlands tegen Chili en Bolivia. Vervolgens werd hij ook geselecteerd voor de Confederations Cup 2009 in Zuid-Afrika.

## Erelijst
Internacional
- Staatskampioenschap: 2003, 2004, 2008, 2009
- Copa Sudamericana: 2008

Olympique Lyon
- Trophée des Champions: 2004
- Ligue 1: 2005

Corinthians
- Campeonato Brasileiro Série A: 2005
- Topscorer Copa Libertadores: 2006 (5 goals)

Brazilië
- WK onder 20: 2003
- FIFA Confederations Cup: 2009

Individueel
- Staatskampioenschap topscorer: 2006
- Copa Sudamericana topscorer: 2008

1 Júlio César ·
2 Maicon ·
3 Lúcio  ·
4 Juan ·
5 Felipe Melo ·
6 Kléber ·
7 Elano ·
8 Gilberto Silva ·
9 Luís Fabiano ·
10 Kaká ·
11 Robinho ·
12 Victor ·
13 Dani Alves ·
14 Luisão ·
15 Miranda ·
16 André Santos ·
17 Josué ·
18 Ramires ·
19 Júlio Baptista ·
20 Kléberson ·
21 Alexandre Pato ·
22 Nilmar ·
23 Gomes ·
Coach: Dunga
1 Júlio César ·
2 Maicon ·
3 Lúcio  ·
4 Juan ·
5 Felipe Melo ·
6 Michel Bastos ·
7 Elano ·
8 Gilberto Silva ·
9 Luís Fabiano ·
10 Kaká ·
11 Robinho ·
12 Gomes ·
13 Dani Alves ·
14 Luisão ·
15 Thiago Silva ·
16 Gilberto Melo ·
17 Josué ·
18 Ramires ·
19 Júlio Baptista ·
20 Kléberson ·
21 Nilmar ·
22 Doni ·
23 Grafite ·
Coach: Dunga